# Ommekaar
Ommekaar was een Vlaamse documentairereeks rond probleemgroepen in de samenleving die van 1977 tot 1993 op het tweede net van de BRT (toen nog "TV2") te zien was. Bea Matterne en Mic Billet leidden iedere documentaire en reportage in. In 1980 won "Ommekaar" de Prijs van de TV-Kritiek. Hun documentaire, "De moeder van Georges T." (1984), over de moeder van een autistisch kind in Reet won de Prix Futura in Berlijn.